# Carolina Matilde da Grã-Bretanha
Carolina Matilde (em inglês: Caroline Matilda; Londres, 11 de julho de 1751 – Celle, 10 de maio de 1775) foi a esposa do rei Cristiano VII e rainha consorte do Reino da Dinamarca e Noruega de 1766 até sua morte, apesar de os dois terem oficialmente se separado em abril de 1772.

## Primeiros anos

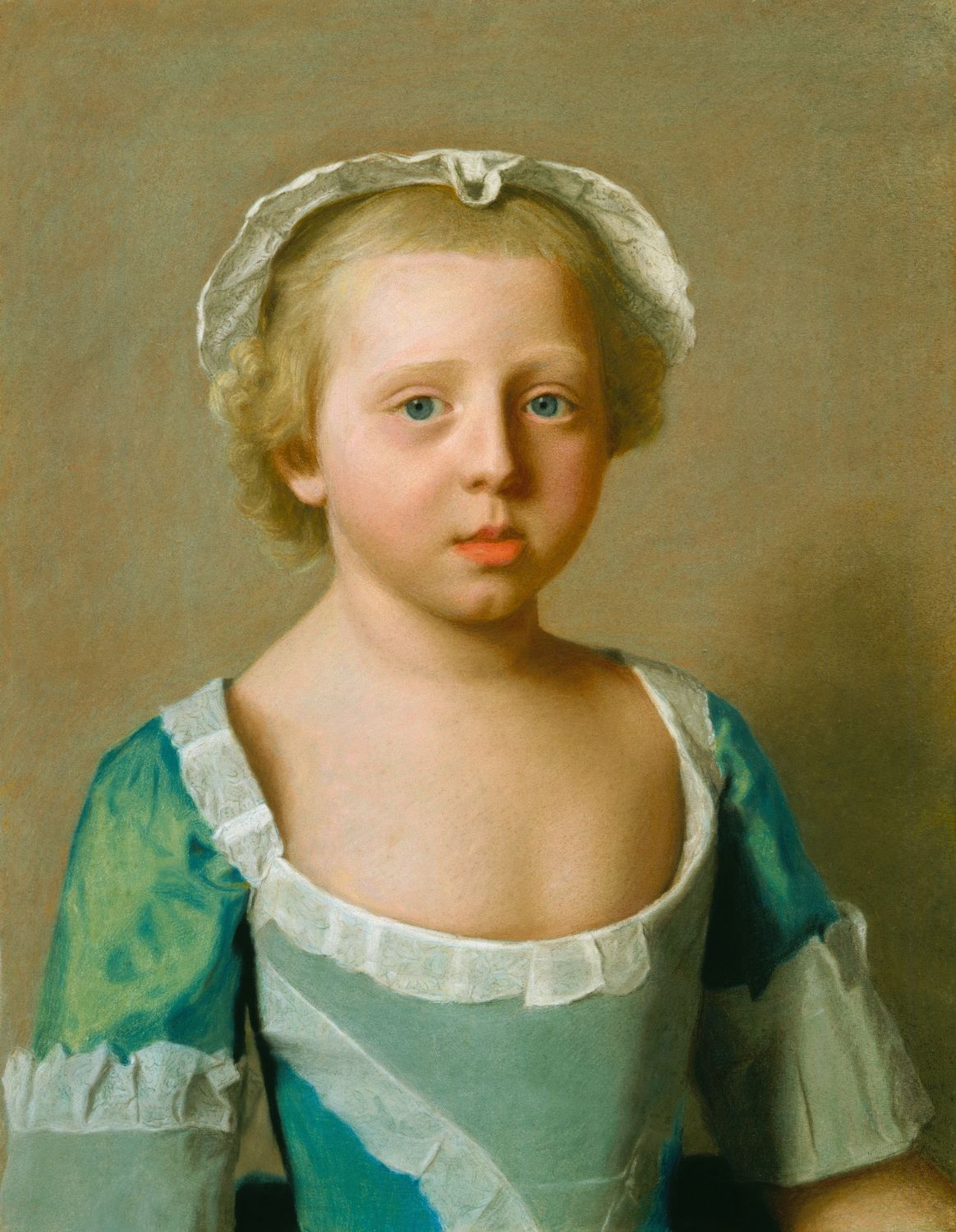
Carolina Matilde ainda criança, por Jean-Étienne Liotard, na Royal Collection

Carolina Matilde foi a filha mais nova de Frederico, Príncipe de Gales e da princesa Augusta de Saxe-Gota. O seu pai morreu subitamente cerca de três meses antes do seu nascimento. Nasceu em Leicester House, em Londres e recebeu o título de SAR, Princesa Carolina Matilde, sendo filha do príncipe de Gales, apesar de que, na altura em que nasceu, esse título já pertencesse ao seu irmão Jorge. Recebeu o nome em honra da sua tia Carolina que ainda era viva na época do seu nascimento. A princesa foi batizada dez dias depois, na mesma casa em que nascera, pelo bispo de Norwich, Thomas Hayter. Os seus padrinhos foram o seu irmão, o príncipe de Gales, sua tia paterna, a princesa Carolina, e a sua irmã, a  princesa Augusta Carlota.
Foi criada pela sua mãe austera, longe da corte inglesa, e os que conviveram com ela descrevem-na como natural e informal. Gostava da vida ao ar livre e de andar a cavalo. Falava italiano, francês e alemão e muitos diziam que era uma cantora talentosa, que possuía uma bela voz.

## Casamento

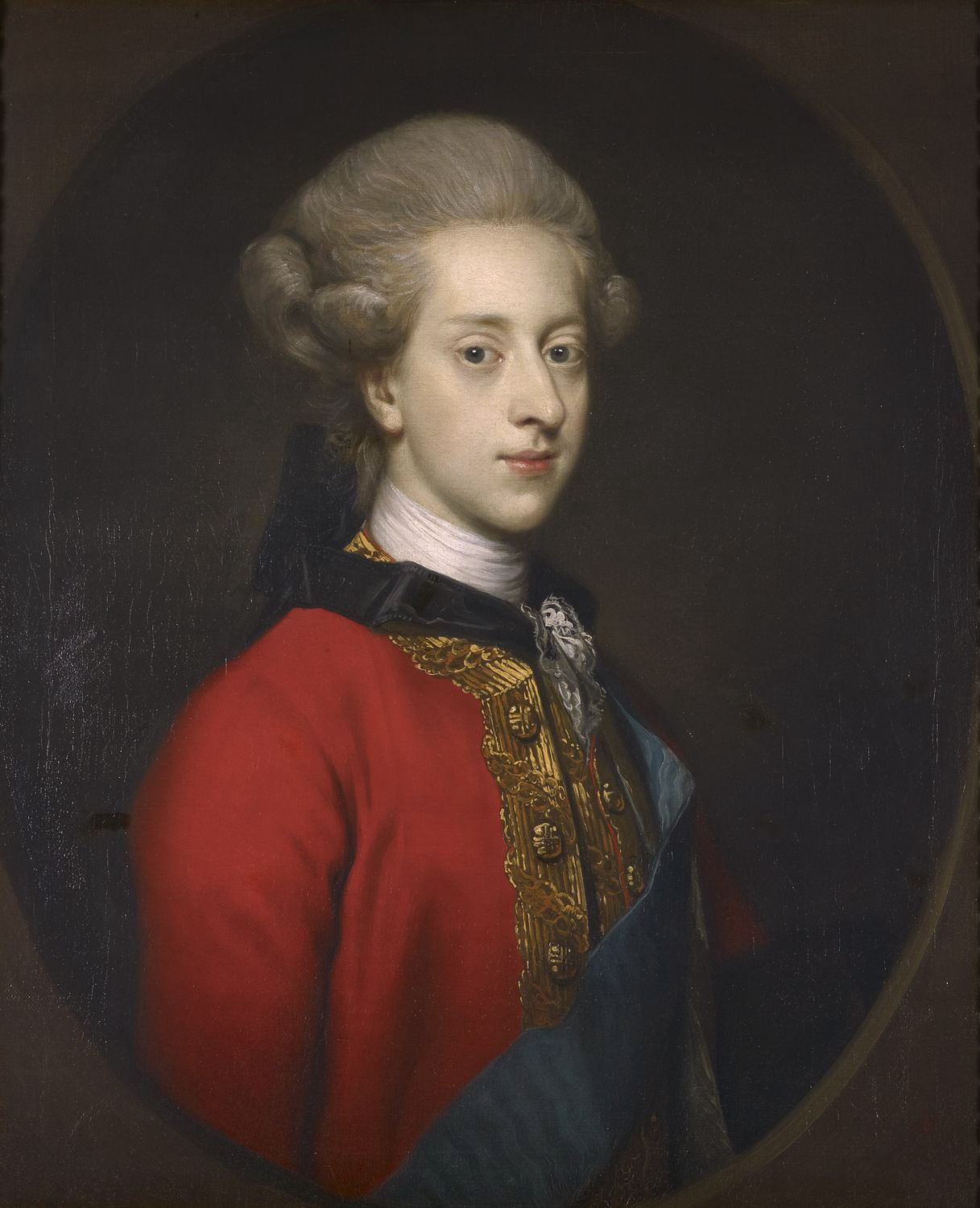
Cristiano VII em 1768

Aos quinze anos de idade, Carolina Matilde deixou a sua família para se casar com seu primo, Cristiano, rei da Dinamarca. O casamento celebrou-se a 8 de novembro de 1766, no Palácio de Christiansborg, em Copenhaga. O seu irmão mais velho, que já tinha ascendido ao trono como rei Jorge III, ansiava pelo casamento, mesmo sem estar completamente consciente da deficiência mental do seu novo cunhado.
Carolina teve dois filhos, ambos reconhecidos como descendentes do rei Cristiano VII:
- Frederico VI da Dinamarca (28 de janeiro de 1768 – 3 de dezembro de 1839), casado com a condessa Maria Sofia de Hesse-Cassel; com descendência.
- Luísa Augusta da Dinamarca (7 de julho de 1771 – 13 de janeiro de 1843), casada com Frederico Cristiano II, Duque de Schleswig-Holstein-Sonderburg-Augustenburg; com descendência.

### Rainha da Dinamarca

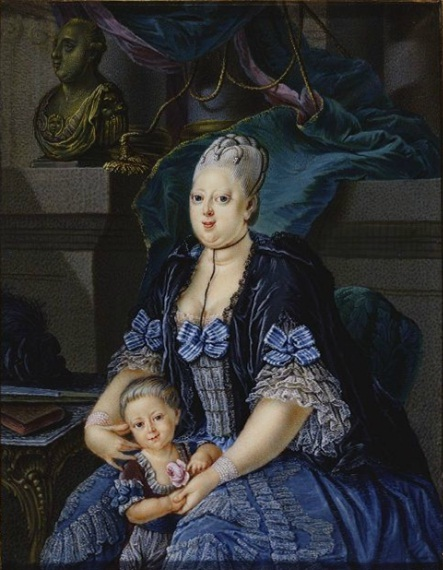
Carolina com o seu filho Frederico, por Carl Daniel Voigts na Royal Collection

Os cortesãos dinamarqueses descreveram Matilde como energética e encantadora. Apesar de não ser considerada uma beldade, muitos achavam-na atraente e dizia-se que a sua aparência conseguia chamar a atenção dos homens sem gerar críticas entre as mulheres. Contudo, a sua personalidade natural e sincera não foi bem vista na austera corte dinamarquesa. Carolina era muito chegada à sua dama-de-companhia, Louise von Plessen, que achava os amigos do rei imorais e fez os possíveis para isolar a rainha do seu marido. A tarefa não foi difícil, visto que o rei não gostava dela e havia rumores de que pudesse ser homossexual.
O rei dinamarquês foi persuadido a consumar o seu casamento pelo bem da sucessão e, depois do nascimento do desejado herdeiro, retomou o seu caso amoroso com a cortesã Støvlet-Cathrine, com quem visitava os bordéis de Copenhaga. Carolina sentia-se infeliz no casamento e ignorada e desdenhada pelo rei. Quando a sua dama-de-companhia foi expulsa da corte em 1768, perdeu a sua amiga mais chegada e ficou ainda mais isolada.
Em maio de 1768, Cristiano VII iniciou uma longa viagem pela Europa que incluía paragens em Altona (Alemanha), Paris e Londres. Durante a sua ausência, Carolina Matilde chamou as atenções quando iniciou o hábito de dar passeios a pé por Copenhaga, algo que foi considerado escandaloso visto que, normalmente, as nobres dinamarquesas apenas viajavam de carruagem na cidade. Carolina passou o verão no Castelo de Frederiksborg com o seu filho recém-nascido antes de regressar a Copenhaga no outono.

## Caso amoroso

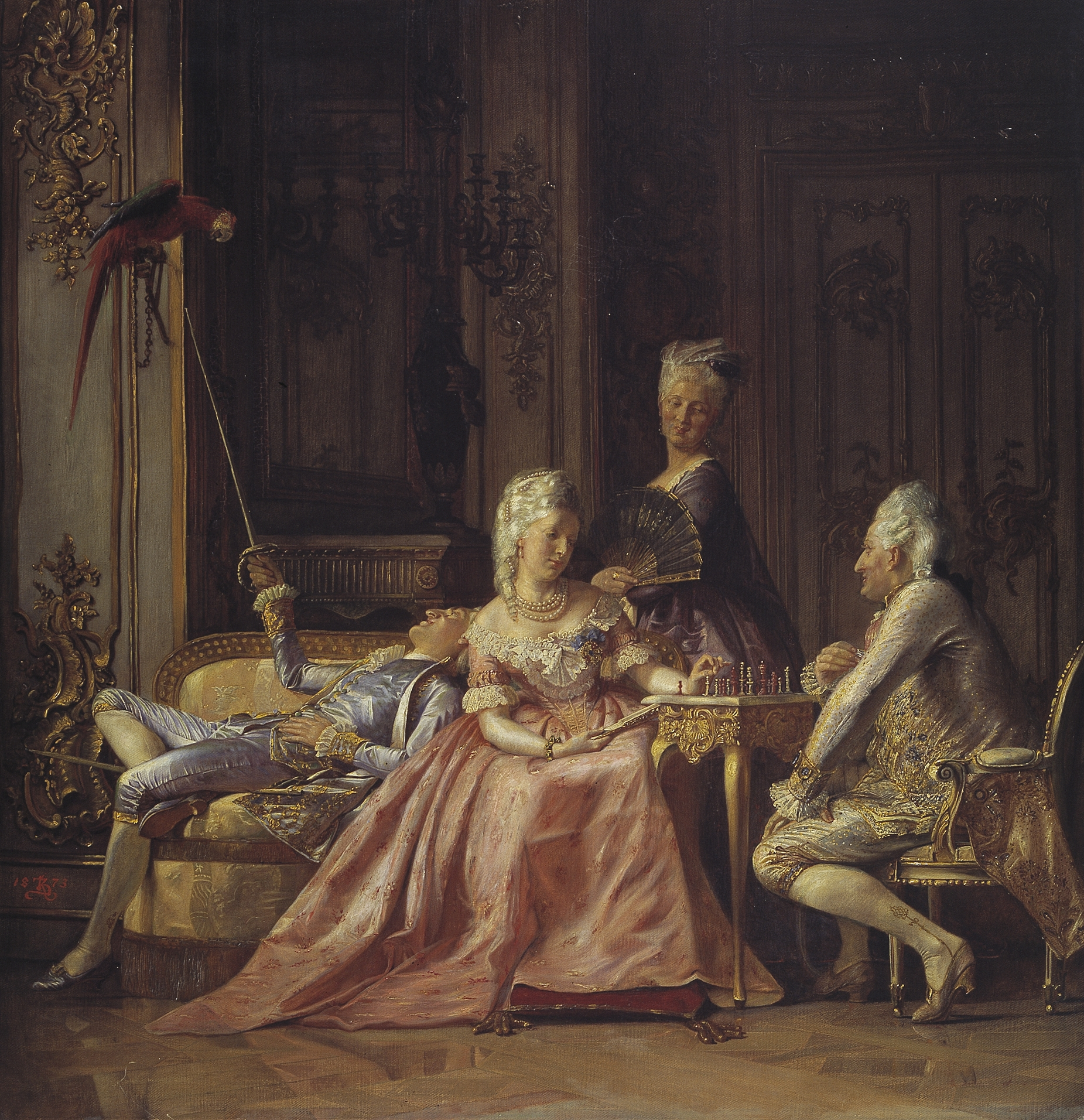
Cena da corte de Cristiano VII, por Kristian Zahrtmann

O rei regressou a Copenhaga a 12 de janeiro de 1769, trazendo consigo Johann Friedrich Struensee que se tornou o seu médico real e, mais tarde, seria nomeado ministro da corte. Cristiano tinha conhecido Johann em Altona, no início da sua viagem e juntou-se ao séquito real aparentemente por conseguir acalmar os ataques de fúria do rei, algo que aliviava profundamente os seus conselheiros que rapidamente começaram a confiar nele.
Struensee encorajou o rei a melhorar a relação com a sua esposa e Cristiano demonstrou a sua dedicação oferecendo-lhe uma festa de aniversário de três dias a 22 de julho de 1769. A rainha sabia bem que era Struensee que estava por detrás dessas melhoras e começou a interessar-se cada vez mais pelo jovem médico. Esse interesse rapidamente se transformou em atração. Em janeiro de 1770, Struensee passou a ter direito a ter um quarto só para si no palácio real e, na primavera de 1770, já era amante da rainha. Quando conseguiu administrar uma vacina com sucesso ao príncipe-herdeiro em maio desse ano, a sua influência aumentou ainda mais.
Em 1770, o rei começou a isolar-se cada vez mais e tornou-se cada vez menos influente devido ao facto de o seu estado mental piorar cada vez mais. Carolina Matilde, até então ignorada na corte, tornou-se o centro das atenções e começou a juntar seguidores que se apelidavam "Dronningens Parti" (O Partido da Rainha). Começou a ganhar uma nova confiança e mostrava-se ao público montada a cavalo e vestida com roupas de homem.

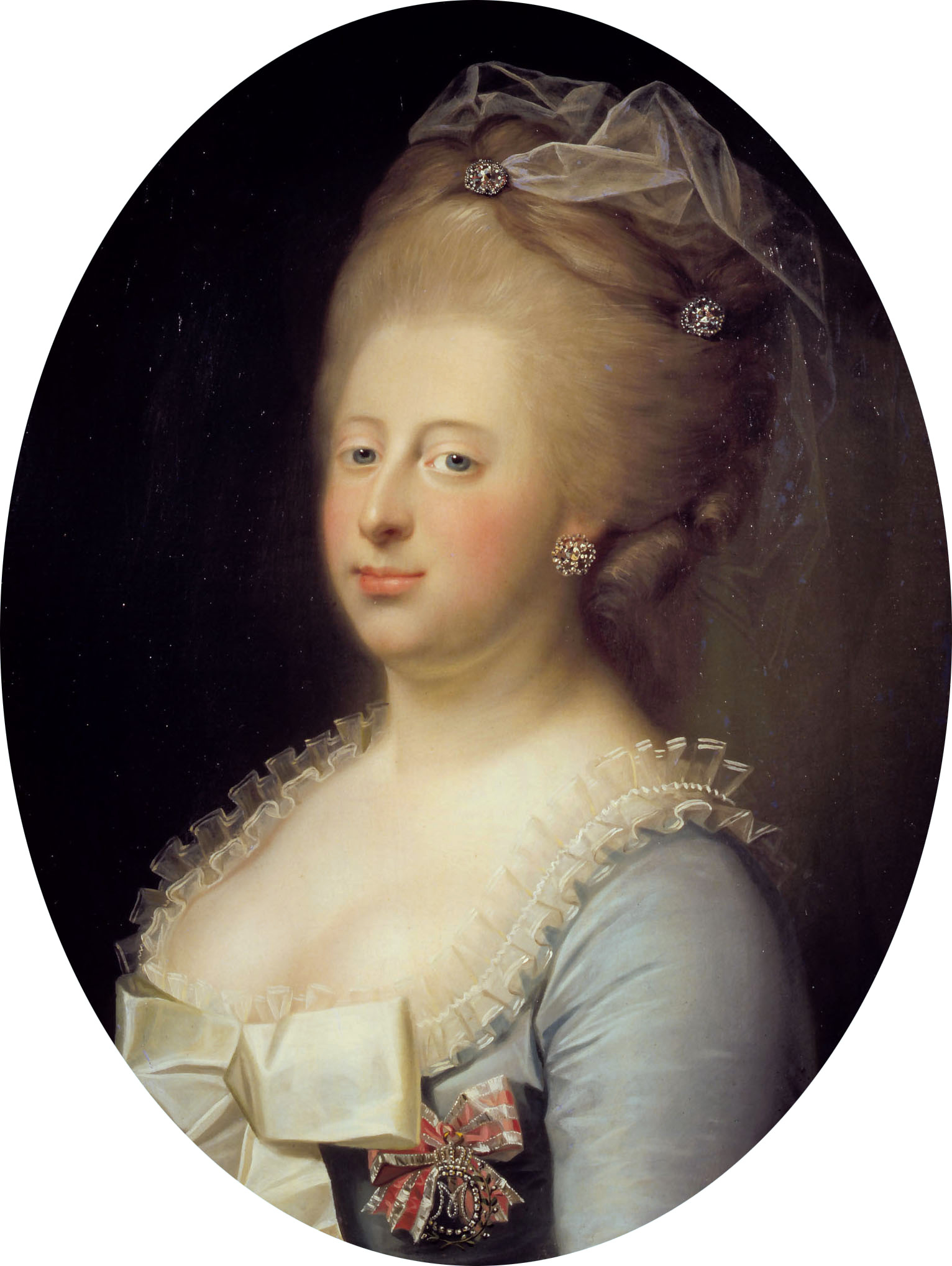
Retrato por Jens Juel, 1771

Aproveitando o novo poder que Carolina tinha na corte, Struensee começou a governar através do rei. A 15 de setembro de 1770, Cristiano dispensou Bernstorff e, dois dias depois, Struensee tornou-se conselheiro privado, consolidando assim o seu poder e dando inicio à chamada "Era de Struensee" que durou dezesseis meses. Quando, ao longo desse ano, o estado mental do rei o deixou em torpor, a autoridade do rei tornou-se questionável e o antigo médico tornou-se o governante absoluto da Dinamarca durante dez meses entre 20 de março de 1771 e 16 de janeiro de 1772.
Durante esta época, Struensee não publicou menos de 1069 despachos, ou seja, mais de três por dia. Esta atitude foi criticada e o ministro foi acusado de ter uma "mania" imprudente por reformas. O antigo médico foi também criticado por não respeitar os costumes dinamarqueses e noruegueses e até de vê-los com preconceito e querer substituí-los por práticas mais abstractas.
A relação entre Struensee e Carolina também foi muito criticada por uma nação que sempre tinha tido grande admiração pela Casa de Oldemburgo e a conduta pública da rainha ajudou a alimentar ainda mais o ódio pela coroa. A forma como demonstrava abertamente a sua nova felicidade e o facto de andar de cavalo em público vestida de homem eram considerados comportamentos chocantes. No dia de aniversário do rei, em 1771, criou a ordem de Mathilde-Ordenen.
A 17 de junho de 1771, a corte passou a ter como residência de verão o Palácio de Hirschholm, situado no actual distrito de Hørsholm. Lá, Carolina viveu um período muito feliz na companhia do seu filho e do seu amante e foi retratada por um artista no estilo moderno de vida campestre; descreveu esse verão como idílico. A 7 de julho de 1771, deu à luz sua segunda filha, a princesa Luísa Augusta, cujo pai era, quase certamente, Struensee. O seu nascimento foi um escândalo e a menina era chamada de "la petite Struensee", apesar de ser oficialmente considerada uma princesa.
A corte voltou ao Palácio de Frederiksborg a 19 de novembro e depois ao Palácio de Christiansborg a 8 de janeiro de 1772.

### Divórcio
Struensee e Carolina foram presos a meio da noite de 16 de janeiro de 1772, depois de um baile de máscaras realizado no Palácio de Christiansborg. Carolina foi levada para o Castelo de Kronborg, onde esperou pelo seu julgamento e pôde ter a filha junto de si. Acredita-se que terá sido pressionada ou manipulada a admitir a relação com Struensee durante o interrogatório e não teve direito a conselheiros. Inicialmente tinha negado a relação para salvar o seu amante.
O casamento de Carolina e Cristiano foi anulado em abril de 1772. Depois do divórcio, Struensee e  Enevold Brant, considerado seu cúmplice, foram executados no dia 28 de abril de 1772.

## Últimos anos

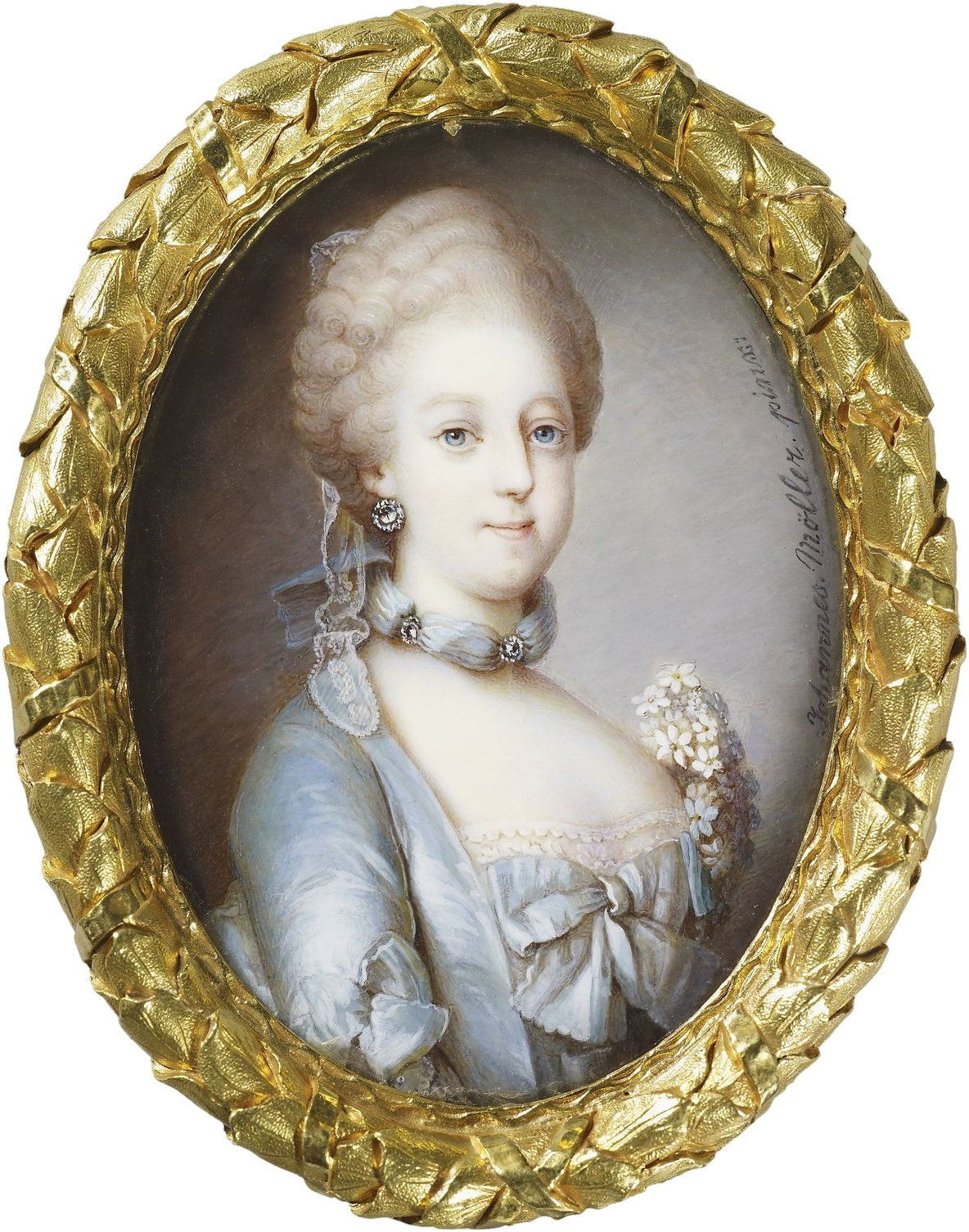
Carolina Matilde,
por Johannes Heinrich Ludwig Möller, na Royal Collection

O irmão de Carolina, o rei Jorge III, enviou um diplomata britânico, Sir Robert Murray Keith, à Dinamarca para negociar a sua libertação. A 28 de maio de 1772, Carolina foi deportada, seguindo viagem para Celle, na Baixa Saxónia, a bordo de uma fragata britânica. Viveu o resto dos seus dias no Castelo de Celle, em Hanôver, estado pertencente ao seu irmão, e nunca mais voltou a ver os filhos. Em Celle, voltou a encontrar-se com Louise von Plessen e ficou conhecida pela ajuda que prestou a crianças e órfãos.
Em 1774, tornou-se o centro de um golpe promovido por Ernst Schimmelmann e anunciado pelo inglês Nathaniel Wraxall, que tinha a intenção de torná-la regente da Dinamarca e guardiã do príncipe-herdeiro. Wraxall encontrou-se com Carolina várias vezes, e ela usava-o como mensageiro para transmitir notícias ao seu irmão, de quem desejava obter apoio. Em 1775, escreveu uma carta ao irmão Jorge III onde pedia a aprovação do seu plano, ao qual se referiu como "o esquema para a felicidade do meu filho".
Morreu inesperadamente de febre escarlate, em Celle, a 10 de maio de 1775. Foi enterrada no Stadtkirche St. Marien em Celle.

## Cultura popular
A vida curta e trágica de Carolina Matilde foi retratada no filme dinamarquês "En Kongelig Affære" (O Amante da Rainha) de 2012. A ação da película desenrola-se desde o momento em que Carolina descobre quem será o seu marido até à sua morte, centrando-se principalmente no seu caso amoroso com Struensee. Alicia Vikander desempenha o papel de Carolina Matilde enquanto Mads Mikkelsen representa Struensee, Mikkel Boe Følsgaard representa o rei Cristiano VII e a Trine Dyrholm cabe o papel da rainha-viúva Juliana Maria. O filme foi nomeado para os Óscares de 2013, na categoria de "Melhor Filme Estrangeiro" e teve sucesso mundial.